# Vordergereuth
Vordergereuth ist ein Gemeindeteil der Gemeinde Ahorntal im oberfränkischen Landkreis Bayreuth in Bayern.

## Geografie
Das Dorf Vordergereuth liegt in der Gemarkung Körzendorf, im nordöstlichen Bereich der Fränkischen Schweiz, und ist etwa dreieinhalb Kilometer von dem westsüdwestlich liegenden Kirchahorn entfernt.

## Geschichte
Bis zum Beginn des 19. Jahrhunderts unterstand die Dorfmarkung von Vordergereuth der Landeshoheit reichsunmittelbarer Adeliger, die sich in dem zum Fränkischen Ritterkreis gehörenden Ritterkanton Gebürg organisiert hatten. Die für die Landeshoheit maßgebliche Dorf- und Gemeindeherrschaft übten die Freiherrn von Brand aus. Die Hochgerichtsbarkeit stand den zum Hochstift Bamberg gehörenden Amt Waischenfeld als Centamt zu. Als die reichsritterschaftlichen Territorien in der Fränkischen Schweiz infolge des Reichsdeputationshauptschlusses mediatisiert wurden, wurde Vordergereuth unter Bruch der Reichsverfassung am 1. November 1805 vom Kurfürstentum Pfalz-Baiern annektiert. Damit wurde das Dorf Bestandteil der bei der „napoleonischen Flurbereinigung“ in Besitz genommenen neubayerischen Gebiete, was erst im Juli 1806 mit der Rheinbundakte nachträglich legalisiert wurde.
Durch die Verwaltungsreformen im Königreich Bayern wurde Vordergereuth mit dem Zweiten Gemeindeedikt im Jahr 1818 zum Bestandteil der Ruralgemeinde Körzendorf. Im Zuge der Gebietsreform in Bayern wurde Vordergereuth zusammen mit der Gemeinde Körzendorf am 1. Januar 1972 ein Bestandteil der neu gebildeten Gemeinde Ahorntal.

## Verkehr
Eine von Reizendorf kommende Gemeindeverbindungsstraße durchquert den Ort und führt über Hintergereuth weiter zur Staatsstraße 2163. Der ÖPNV bedient das Dorf an einer Haltestelle der Buslinien 388 und 396 des VGN. Die am schnellsten erreichbaren Bahnhöfe befinden sich in Creußen, Schnabelwaid und Pegnitz. Der nächste Fernbahnhof ist der Hauptbahnhof in Bayreuth.